# Laódice III
Laódice III (n. 240 a. C.) (en griego: Λαοδίκη), esposa de Antíoco III el Grande, hija de Mitrídates, rey del Ponto y de Laódice II, hija de Antíoco II Teos.
Se casó con Antíoco III el Grande al poco tiempo de su ascensión al trono, cerca del 222 a. C., y fue proclamada reina por él en Antioquía antes de comenzar su expedición contra Molón. El nacimiento de su hijo mayor, Antíoco IV, tuvo lugar durante la ausencia del rey en esa expedición. Fue madre de otros cuatro varones y cuatro mujeres, una de ellas, Cleopatra I de Egipto.